# Burgemeester de Grauwstraat
De Burgemeester de Grauwstraat is een straat in Baarle. De straat is Nederlands en ligt dus in Baarle-Nassau in de provincie Noord-Brabant.
De straat is vernoemd naar burgemeester F.M.A. de Grauw (1903-1972) die een maand na de bevrijding van Baarle op 3 oktober 1944 door het Militair Gezag benoemd werd tot waarnemend burgemeester van Baarle-Nassau en in 1947 officieel als burgemeester van Baarle-Nassau aangesteld werd. De Grauw gaf leiding aan de wederopbouw van de gemeente en bleef daar burgemeester tot zijn pensionering in 1968.
In de jaren 50 was er ook in Baarle een groeiende woningnood. Er werd besloten, om sociale woningbouw te plegen. Daartoe werd een gemeentelijk woningbouwbedrijf opgericht. Bijna grenzend aan de Sint-Annaplein koopt de gemeente een boomgaard. Deze boomgaard bestond uit pruimenbomen. Er werd een straat aangelegd en de eerste straat met sociale woningbouw werd aangelegd.

## Trivia
- In de volksmond wordt de straat de Pruimenstraat genoemd, verwijzend naar de boomgaard die hier vroeger stond.
- In de wielersport is de Pruimentoer een begrip. Dit jaarlijks terugkerend evenement is hier begonnen en dankt de naam aan deze straat.